# Erich Lüdke
Erich Lüdke (20 tháng 10 năm 1882 – 13 tháng 2 năm 1946) là một Tướng Bộ binh Đức giữ chức vụ Tổng chỉ huy Quân đội Đức chiếm đóng Đan Mạch trong khoảng thời gian từ 1 tháng 6 năm 1940 đến 29 tháng 9 năm 1942. Ông bị Liên Xô giam giữ sau chiến tranh và mất khi đang trong tù vào năm 1946.

## Bắt đầu sự nghiệp
Lüdke gia nhập quân đội vào năm 1900 và được thăng làm Leutnant vào năm 1902 và sau đó là Oberleutnant năm 1910. Mùa xuân năm 1914, ông được bổ nhiệm làm General Staff ở Berlin. Khi Thế chiến I nổ ra, ông được thăng làm Hauptmann và trở thành chỉ huy đại đội.

## Thế chiến I
Từ năm 1915, Lüdke phục vụ trong nhiều vị trí ban tham mưu. Trong chiến tranh ông được nhận Thập tự Sắt Đệ nhị đẳng và Huân chương Hiệp sĩ chữ Thập nhà Hohenzollern.

## Giữa hai cuộc chiến tranh thế giới
Sau chiến tranh thế giới thứ I, Lüdke chuyển tới tổ chức Reichswehr mới và phục vụ trong Bộ Reichswehr. Ngày 1 tháng 4 năm 1922, ông được bổ nhiệm làm chỉ huy một trung đoàn bộ binh và dần dần thăng lên chức Oberstleutnant thông qua nhiều vị trí chỉ huy trung đoàn bộ binh và kị binh khác nhau.
Tháng 6, 1935, Lüdke được thăng làm  Generalleutnant và chỉ huy Sư đoàn 9 Bộ Binh. Một năm sau đó ông chỉ huy Sư đoàn 34 Bộ Binh. Năm 1937, ông được luân chuyển qua Quân đoàn X ở Hamburg. Sau cái chết của Wilhelm Knochenhauer, ông được bổ nhiệm làm chỉ huy Quân đoàn X.

## Thế chiến II
Ngày 1 tháng 6 năm 1940, Lüdke được bổ nhiệm làm chỉ huy lính Đức ở Đan Mạch thay thế cho Leonhard Kaupisch. Ngày 1 tháng 12 năm 1940 ông được thăng làm Tướng Bộ binh. Thời gian ông phục vụ tại Đan Mạch khá là yên bình, ông chỉ phải đối mặt với phong trào kháng chiến Đan Mạch ngày càng tăng cường hoạt động.
Sau Khủng hoảng Telegram, Adolf Hitler muốn lập một tuyến phòng thủ chắc chắn hơn ở Đan Mạch và Lüdke trở nên không hợp với nhiệm vụ này. Ông được bãi nhiệm chức vụ vào mùa thu năm 1942 và trở thành sĩ quan trừ bị. Ngày 31 tháng 1 năm 1944, ông nghỉ hưu. Sau chiến tranh, ông bị Liên Xô bắt và giam giữ. Ông mất ở Nga vào năm 1946.

## Huân chương và vinh danh
- Thập tự Sắt vào năm 1914, Đệ nhất đẳng và Đệ nhị đẳng
- Knight's Cross of the Royal House Order of Hohenzollern with Swords
- Knight's Cross Second Class of the Order of the White Falcon with swords
- Hanseatic Cross of Bremen
- Knight's Cross Second Class of the Ducal Saxe-Ernestine House Order
- Cross of Honour, 3rd class with Swords and Crown (Reuss)
- Cross of Honour, 3rd class with Swords (Schwarzburg)
- Military Merit Cross, 3rd class with war decoration (Austria-Hungary)
- Ottoman War Medal ("Iron Crescent")
- Honour Cross of the World War 1914/1918 with Swords
- Wehrmacht Long Service Award, từ đệ tứ đẳng đến đệ nhất đẳng